# Jlarem
Jlarem is een bestuurslaag in het regentschap Boyolali van de provincie Midden-Java, Indonesië. Jlarem telt 2609 inwoners (volkstelling 2010).